# Godthåbhallen

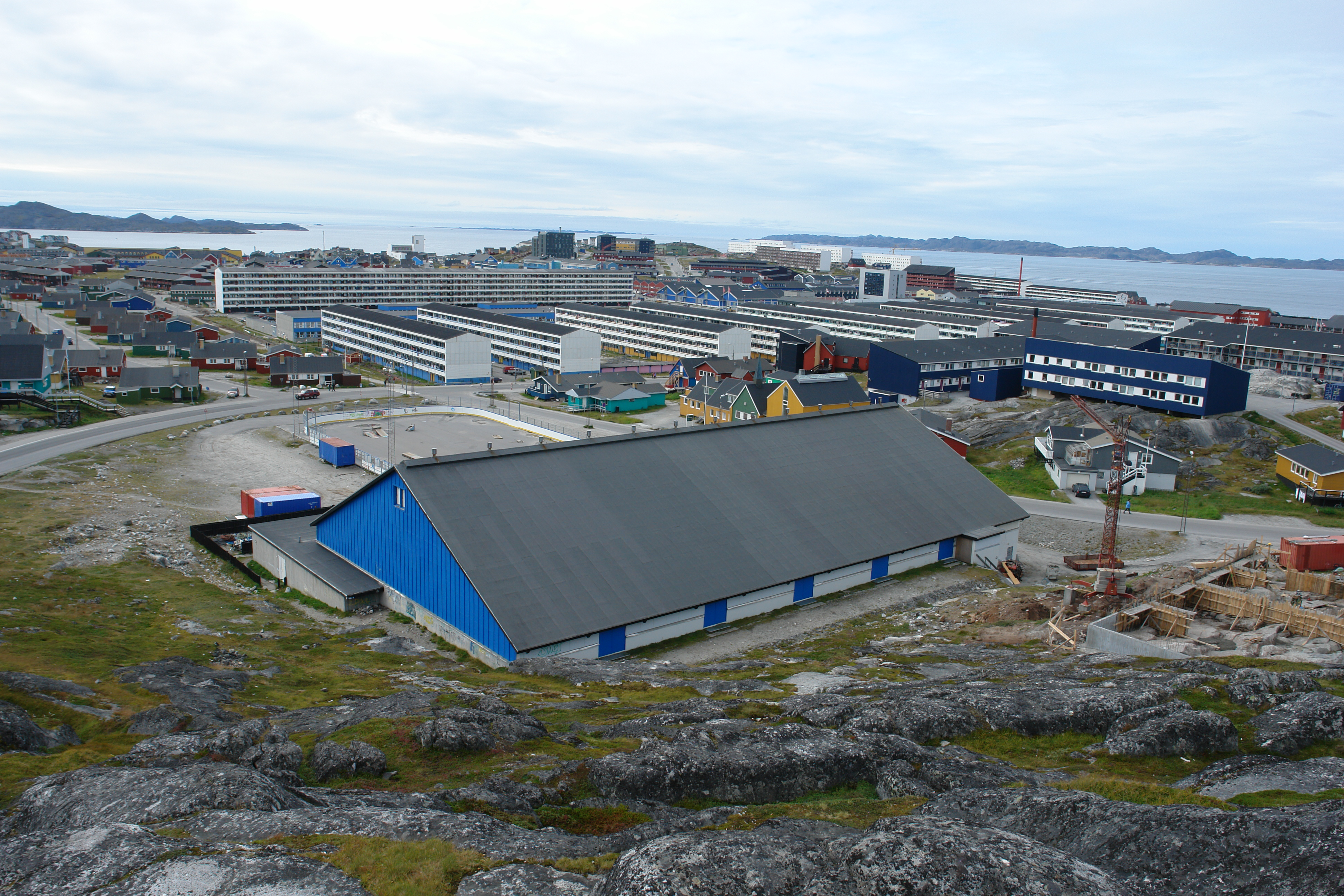
Godthåbhallen

Die Godthåbhallen ist eine Sporthalle in der grönländischen Hauptstadt Nuuk. Sie ist unter anderem Heimspielstätte der grönländischen Handballnationalmannschaft der Männer. Sie hat eine Kapazität von rund 1000 Zuschauern. Direkt neben dem Handballstadion befindet sich ein öffentlich nutzbares Eishockeyfeld. Die Halle wurde von 1968 bis 1969 gebaut. Sie ist ein Entwurf der Architekturfirma Tage Nielsen und hat eine Grundfläche von rund 2200 m². 2020 wurde beschlossen, die Godthåbhallen durch einen 7000 m² großen Neubau zu ersetzen. Die Bauarbeiten sollten 2024 beendet sein. Die Pläne wurden jedoch nie weiter verfolgt.